# Asociación Cultural Hispano-Helénica
La Asociación Cultural Hispano-Helénica (ACHH), fundada en 1980, es una asociación, con sede en España y entre cuyos fines se incluye el de «Promover el mutuo conocimiento de la historia, cultura, costumbres y características de los pueblos español y griego».
El primer presidente de la Asociación fue Antonio Tovar, que permaneció en el cargo hasta su fallecimiento en 1985. Su presidente actual es Eusebi Ayensa Prat.
Publica, desde 1982, Erytheia, revista de estudios bizantinos y neogriegos.

## Socios fundadores
(Por orden alfabético y entre otros)
- J. Alsina (helenista)
- S. Antiocos (poeta)
- Pedro Bádenas (helenista)
- Carlos Baonza (pintor)
- Manuel Fernández-Galiano (helenista)
- José Antonio Fernández Ordóñez (catedrático)
- Antonio Gala (dramaturgo)
- Luis Gil Fernández (helenista)
- José Hierro (poeta)
- César Antonio Molina (poeta)
- Miguel Narros (director de teatro)
- Francisco Nieva (dramaturgo)
- G. Núñez (helenista)
- Papageorgíu (grabador)
- D. Perdikidis (pintor)
- Francisco Rodríguez Adrados (helenista)
- Luis Rosales (poeta)
- Martín Ruipérez Sánchez (helenista)
- Antonio Tovar (académico-helenista)
- Manuel Vicent (novelista)